# Gal Costa
Maria da Graça Costa Penna Burgos (Salvador de Bahía, 26 de septiembre de 1945-São Paulo, 9 de noviembre de 2022), conocida por su nombre artístico Gal Costa (pron. AFI portugués [ɡaw ˈkɔs ta]ⓘ), fue una emblemática cantante brasileña,  figura clave del tropicalismo y una de las grandes voces de la música popular brasileña (MPB). 
Entre los temas más representativos de su carrera se encuentran «Baby», «Vapor Barato» y «Meu Nome é Gal». Es particularmente recordada en Hispanoamérica por su canción «Festa do interior», que llegó a ser versionada en español por artistas de la talla de Paloma San Basilio o Yuri.

## Biografía
Fue hija de Arnaldo Burgos y Mariah Costa Pena. Su madre, fallecida en 1993, dijo que durante el embarazo dedicó horas a escuchar música clásica a manera de ritual, con la intención expresa de crear una fuerte motivación musical en ella. Nunca conoció a su padre, que murió cuando ella tenía unos quince años.
En 1955 conoció a Sandra y Dedé (Andreia) Gadelha, las futuras esposas de los compositores Gilberto Gil y Caetano Veloso, respectivamente. En 1959 escuchó por primera vez en la radio a João Gilberto cantando «Chega de saudade» de Tom Jobim y Vinícius de Moraes.
En 1963 Dedé Gadelha le presentó a Caetano Veloso. A partir de este encuentro surgió una gran amistad y profunda admiración mutua que continuó hasta el fallecimiento de Gal.
Gal Costa era bisexual y estuvo relacionada sentimentalmente con Marina Lima.

## Carrera
Debutó el 22 de agosto de 1964 en la inauguración del Teatro Vila Velha en Salvador de Bahía, junto a Caetano Veloso, Gilberto Gil, Maria Bethânia, Tom Zé y otros. Ese mismo año participó en "la Bossa Nova Velha, Velha Bossa Nova", en el mismo lugar y con el mismo elenco.
Dejó su casa en Salvador de Bahía para irse a vivir a Río de Janeiro con su prima Nívea. Después tomó un apartamento en Sá Ferreira, antes de juntarse con amigos en el Solar da Fossa, donde también viven María Bethânia, Caetano Veloso y Paulinho da Viola, con quienes entabló amistad y realizaron proyectos artísticos.
En 1965 hizo la primera grabación colaborando en el álbum de Maria Bethânia con Sol Negro de Caetano Veloso; luego grabó su primer disco con las canciones «Eu vim da Bahia», de Gil, y «Sim, foi você», de Caetano ambos editados por RCA -que más tarde se convirtió en BMG (ahora Sony BMG)-, compañía a la que Gal volvería en 1984 con el álbum Profana. A lo largo de su carrera realizó varios conciertos con María Bethânia, con quien también grabó canciones, siendo «Sonho meu», quizá, la canción que más repercusión tuvo. Participó como actriz junto a María Bethânia en obras de teatro dirigidas por el reconocido director Augusto Boal. Al final del año conoció a Gilberto Gil personalmente.
En 1966 participó en el Primer Festival Internacional de la Canción, interpretando la canción «Minha senhora» de Gilberto Gil y Torquato Neto.
En 1967 fue lanzado el primer LP, Domingo, realizado junto a su compañero, también debutante, Caetano Veloso, por el sello Philips –que más tarde se convirtió en Polygram (hoy Universal Music)–, permaneciendo con esta compañía hasta 1983. De este álbum el hit fue la canción «Coração vagabundo» de Caetano Veloso. También participó en el III Festival de Música Popular Brasileña con la canción «Bom dia» -de Gilberto Gil y Nana Caymmi- y «Dadá Maria» -de Renato Teixeira-, esta última a dúo con Silvio César en el festival y con Renato Teixeira en la grabación.
En 1968 participó en el disco Tropicália ou Panis et Circensis con las canciones «Mamãe coragem» de Caetano Veloso y Torquato Neto, «Parque Industrial» de Tom Zé y «Enquanto seu lobo não vem» de Caetano Veloso), además de «Baby» de Caetano Veloso, el primer éxito en solitario más importante, que se convirtió en un clásico. En el mismo año participó en el III Festival Internacional de la Canción (TV Globo), defendiendo la canción «Gabriela Mais Bela» de Roberto y Erasmo Carlos. En noviembre participó en el IV Festival da Record con la canción «Divino maravilhoso» de Caetano y Gil.

Gal Costa, 1969. Archivo Nacional del Brasil.

En 1969 lanzó su primer álbum solista, Gal Costa, que además de «Baby» y «Divino maravilhoso» contenía «Que pena (Ele já não gosta mais de mim)» de Jorge Ben Jor, y «Não identificado» de Caetano Veloso, todas grandes éxitos. En el mismo año grabó el segundo álbum solista, Gal, que incluyó los éxitos «Meu nome é Gal» de Roberto y Erasmo Carlos, y «Cinema Olympia» de Caetano Veloso. A partir de este álbum se generó el espectáculo Gal!
En 1970 viajó a Londres para visitar a Caetano Veloso y Gilberto Gil, exiliado por la dictadura militar, y trajo algunas de las canciones incluidas en su siguiente álbum, Legal. De este álbum fueron éxito las canciones «London London» de Caetano Veloso, y «Falsa baiana» de Geraldo Pereira.
En 1971 grabó un disco doble muy importante en su carrera, donde están los éxitos «Sua estupidez» de Roberto y Eramos Carlos, y «Você não entende nada» de Caetano Veloso. Ese mismo año realizó uno de los conciertos más importantes de la música brasileña, Fa-Tal, dirigido por Waly Salomão, que generó el álbum grabado en vivo Fa-Tal - Gal a todo vapor, que todavía es considerado por muchos críticos como el más importante de su carrera, con éxitos como «Vapor barato» de Jards Macalé y Waly Salomão, «Como 2 e 2» de Caetano Veloso, y «Pérola negra» de Luiz Melodia.
En 1973 grabó el álbum Índia, que incluye los éxitos Índia de J. A. Flores y M. O. Guerrero, versión de José Fortuna, y Volta de Rodrigues Lupicínio, y de este disco hizo otro show muy exitoso, también dirigido por Waly Salomón, «Índia». Ese mismo año participó en el "Festival Phono 73", que dio lugar a tres álbumes, con los éxitos «Trem das onze» de Adoniran Barbosa, y «Oração de Mãe Menininha» de Dorival Caymmi, a dúo con María Bethânia.
En 1974 grabó el álbum Cantar, dirigido por Caetano Veloso, con los éxitos «Barato total» de Gilberto Gil, «Flor de maracujá» y «Até quem sabe» (ambos de João Donato y Lysia Enio) y «A rã» de João Donato y Caetano Veloso. De este álbum nació el espectáculo "Cantar", que no fue bien recibido por el público de Gal, porque es un disco muy suave en contraste con la fuerte imagen que la cantante había creado a partir del movimiento Tropicalia.
En 1975 tuvo un gran éxito con la canción «Modinha para Gabriela» de Dorival Caymmi, grabada para la apertura de la telenovela Gabriela de la Rede Globo. De este año también es el éxito «Teco teco» de Pereira da Costa y Milton Vilela, lanzado como sencillo.
El gran éxito de la canción de Caymmi motivó la grabación del álbum Gal Canta Caymmi, lanzado en 1976, que incluye los éxitos Só louco, Vatapá, São Salvador e Dois de fevereiro, todos de Dorival Caymmi. Ese mismo año, junto a Gilberto Gil, Caetano Veloso y Maria Bethânia, formó el grupo Doces Bárbaros -nombre ideado por Bethânia- que recorrió Brasil y produjo el álbum Doces Bárbaros, considerado una obra maestra, aunque curiosamente en la época del lanzamiento, en 1976, fue duramente criticado. Inicialmente el disco iba a ser grabado en estudio, pero por sugerencia de Bethânia y Gal, fue grabado en vivo, con los cuatro temas grabados poco antes en un compacto doble en estudio, con las canciones «Esotérico», «Chuckberry fields forever», «São João Xangô Menino» y «O seu amor». Doces Bárbaros era una típica banda hippie de los años 70, y en 1977 fue argumento de la película DVD, con la canción «Atrás da verde-e-rosa só não vai quem já morreu» (Detrás de la verde y rosa solamente no va quien ya murió), parafraseando la canción «Atrás do trio elétrico», lanzada por Caetano en 1969.

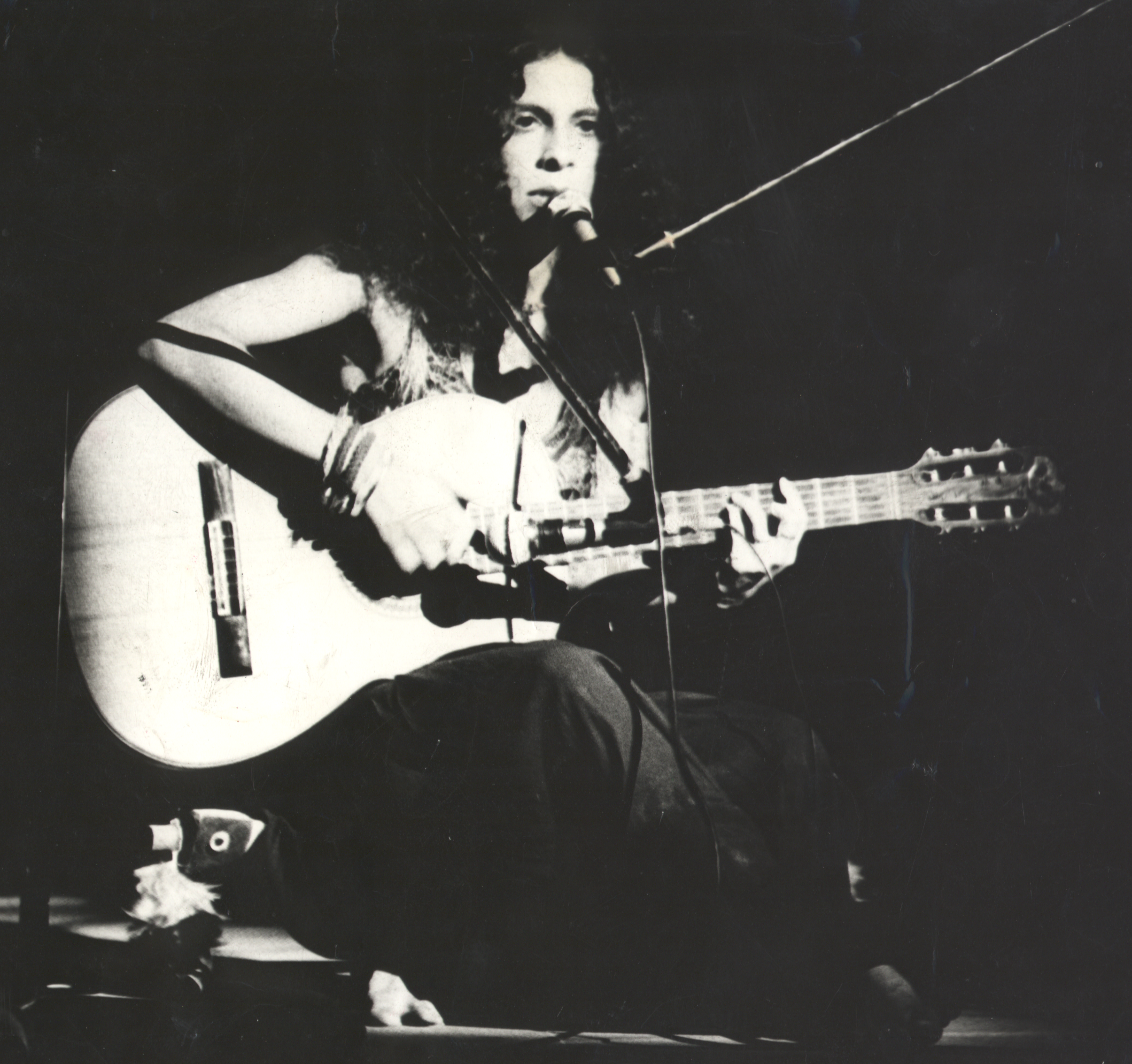
Gal Costa, 1971.

En 1977 lanzó el álbum Caras & Bocas, que cuenta con los éxitos «Tigresa» de Caetano Veloso y «Negro amor» (It's All Over Now, Baby Blue). De este álbum surgió el espectáculo "Com a Boca no Mundo".
En 1978 lanzó el que sería el primer disco de oro de su carrera, Água Viva, que reunió los éxitos «Folhetim» de Chico Buarque, «Olhos verdes» de Vicente Paiva, y «Paula e Bebeto» de Milton Nascimento y Caetano Veloso. De este álbum surgió el show «Gal Tropical» con el que Gal Costa dio un punto de inflexión a su carrera, cambiando radicalmente la imagen de musa hippie a una cantante más madura. El show fue un gran éxito crítico y comercial, y produjo el álbum Gal Tropical en el que se incluye algunos de los mayores éxitos de su carrera, como «Balancê» de João de Barro y Alberto Ribeiro, «Força estranha» de Caetano Veloso, «Noites cariocas» de Jacob do Bandolim y Herminio Bello de Carvalho, y regrabaciones de las canciones «Índia» y «Meu nome é Gal».
Desde la década de 1960, cuando surgió el "Festival de Música Popular Brasileira" (TV Record) hasta finales de 1980, la televisión brasileña se caracterizó por el éxito de la emisión de espectáculos, que con los nuevos talentos registró niveles récord de audiencia. Gal participó en el especial "Mulher 80" (Rede Globo); el programa mostraba una serie de entrevistas y musicales cuya tema era la mujer y el papel femenino en la sociedad de la época, en el contexto de la música nacional y el predominio indiscutible de las voces femeninas; con Maria Bethânia, Gal Costa, Elis Regina, Fafa Belén, Zezé Motta, Marina Lima, Simone, Rita Lee, Joanna y participaciones especiales de las actrices Regina Duarte y Narjara Turetta, que protagonizaran la serie Malu Mulher.
En 1980 grabó el disco Aquarela do Brasil, centrado en la obra del compositor Ary Barroso, con canciones como «É luxo só» de Ary Barroso y Luiz Peixoto, «Aquarela do Brasil», «Na Baixa do Sapateiro», «Camisa amarela» y «No tabuleiro da baiana», todas de Ary Barroso.
En 1981 estrenó el show "Fantasia", un gran fracaso de crítica, pero que generó los álbumes más exitosos de su carrera, tanto de público como de crítica, el galardonado Fantasia, que reunió a varios éxitos como «Meu bem meu mal» y «Massa real» de Caetano Veloso; «Açaí» y «Faltando um pedaço», de Djavan; «O amor» de Caetano Veloso, Ney Costa Santos y Vladmir Maiakovski; «Canta Brasil» de David Nasser y Alcir Pires Vermelho; y «Festa do interior» de Moraes Moreira y Abel Silva. Por el gran éxito del disco, Gal invitó a Waly Salomão para que dirigiera el show "Festa do Interior" que la redimió del gran fracaso del show «Fantasia».
En 1982 grabó otro disco, Minha Voz, en el que se destacaron las canciones «Azul» de Djavan; «Dom de iludir» y «uz do sol», ambas de Caetano Veloso; «Bloco do prazer» de Moraes Moreira y Fausto Nilo; «Verbos do amor» de João Donato y Abel Silva; y «Pegando fogo» de Francisco Mattoso y José Maria de Abreu.
En 1983 grabó otro álbum de éxito comercial, Baby Gal, que contenía las canciones «Eternamente» de Tunai, Sérgio Natureza y Liliane, «Mil perdões» de Chico Buarque, «Rumba louca» de Moacyr Albuquerque y Tavinho Paes, además de la regrabación de «Baby». Este álbum también se convirtió en un espectáculo. Originalmente ideado para un montaje del "Balé Teatro Guaíra" (Curitiba, 1982), "O Grande Circo Místico" fue lanzado en 1983. Gal Costa integró el selecto grupo de artistas de la MPB que recorrió el país presentando el proyecto, uno de los espectáculos teatrales más grande y más completo, ante un público de más de 200 000 personas en casi 200 presentaciones. Gal interpretó la canción «A História de Lili Braun», musicalizada por la dupla Chico Buarque y Edu Lobo. El espectáculo narra la historia de amor entre un aristócrata y una acróbata y la saga de la familia austriaca propietaria del Gran Circo Knie, que recorrió el mundo en las primeras décadas del siglo.
En 1984 dejó el sello Philips y firmó un contrato con RCA, donde graba el álbum Profana, que incluye las canciones «Chuva de prata» de Ed Wilson y Ronaldo Bastos, «Nada mais (Lately)» de Stevie Wonder -versión de Ronaldo Bastos-, «Atrás da Luminosidade» (tema de Programa de Domingo de la Rede Manchete, y «Vaca profana» de Caetano Veloso.
En 1985 grabó el álbum "Bem bom", con las canciones "Sorte" de Celso Fonseca y Ronaldo Bastos, cantada a dúo con Caetano Veloso, y "Um dia de domingo" de Michael Sullivan y Paulo Massadas, a dúo con Tim Maia. Participó en el coro de la versión brasileña de «We Are The World», la canción que unió voces y recaudó fondos para África. También en ese año el proyecto "Nordeste ya" abrazó la causa de la sequía del nordeste, uniendo 155 voces en una creación colectiva, con canciones «Chega de mágoa» y «Seca d´água». Elogiado por las interpretaciones individuales, sin embargo, fue criticado por la incapacidad de armonizar las voces y enmarcar cada una de ellas en el coro. En una actitud que sorprendió a muchos fanes, en febrero de ese año posó desnuda para la edición 127 de la desaparecida revista Status, unos meses antes de cumplir cuarenta años.
En 1986 vuelve a la escena musical, con sus dos grandes éxitos (que también grabó en español y que interpretaron otros artistas como Pedro Fernández y Mocedades) como «Lluvia de Plata» y «Un día de domingo».
En 1987 lanzó el álbum y el espectáculo "Lua de mel Como o diabo gosta", un fracaso crítico, pero que trajo unos cuantos éxitos más para la carrera de la cantante: «Lua de mel» de Lulu Santos, «Me faz bem» de Milton Nascimento y Fernando Brant, y «Viver e reviver (Here, there, and everywhere)» de Lennon y McCartney (versión de Fausto Nilo).
En 1988 grabó la canción «Brasil» de Cazuza, Nilo Romero y George Israel, para la apertura de la novela Vale tudo de la Rede Globo.
En 1990 grabó el álbum Plural, que incluye las canciones «Alguém me disse» de Jair Amorim y Evaldo Gouveia, «Nua idéia» de João Donato y Caetano Veloso, y «Cabelo» de Jorge Ben Jor y Arnaldo Antunes.
En 1992 lanzó el álbum Gal, con un repertorio extraído en gran parte del espectáculo "Plural", del que se destaca la canción «Caminhos cruzados» de Tom Jobim y Newton Mendonça.
En 1994 se reunió con Gil, Bethânia y Caetano, en la escuela de samba Mangueira, para realizar el espectáculo "Doces Bárbaros na Mangueira", que conmemoró los dieciocho años del grupo.
Lanzó el álbum galardonado O sorriso do gato de Alice, producido por Arto Lindsay, que incluye la canción «Nuvem negra» de Djavan. Este disco generó el espectáculo del mismo nombre -dirigido por Gerald Thomas- que causó controversia porque Gal cantó la canción «Brasil» con los pechos al descubierto.
En 1995 publicó Mina d'água do meu canto, solamente con composiciones de Chico Buarque y Caetano Veloso, del que se destacó la canción «Futuros amantes» de Chico Buarque.
En 1997 grabó el CD Acústico MTV, un éxito de ventas, en el que cantó varios éxitos de su carrera y lanzó una nueva versión de «Lanterna dos Afogados», cantando junto al autor de la canción, Herbert Vianna.
En 1998 grabó el CD Aquele frevo axé con el hit «Imunização racional (Que beleza)» de Tim Maia.
En 1999 lanzó un álbum doble en vivo Gal Costa Canta Tom Jobim Ao Vivo, realizando el proyecto del maestro que era hacer un disco con la cantante.
En 2000 es la estrella del video realizado por Brasil para recibir la llegada del Milenio.
En 2001 grabó el CD Gal de tantos amores, que contiene la canción «Caminhos do mar" de Dorival Caymmi, Danilo Caymmi y Dudu Falcão. Ese mismo año fue incluida en el Salón de la Fama del Carnegie Hall (la única cantante brasileña en participar en este salón), después de participar en el espectáculo "40 años de Bossa Nova" junto a César Camargo Mariano y otros artistas en homenaje a Tom Jobim.
En 2002 lanzó el disco Bossa Tropical, en el que grabó la canción «Socorro» de Alicia Ruiz y Arnaldo Antunes, originalmente grabada por la cantante Cássia Eller.
En 2003 lanzó el CD Todas as coisas e eu, que contiene clásicos de la música popular brasileña, como «Nossos momentos» de Haroldo Barbosa y Luis Reis.
En 2005 lanzó el CD Hoje, editado por la compañía Trama y producido por Cesar Camargo Mariano, en el que reunió varios temas nuevos de compositores poco conocidos por el público en general, habiéndose destacado la canción «Sol y Mar» de Carlos Rennó y Lokua Kanza.
En la temporada 2006, en la sede de Blue Note en Nueva York, realizó un espectáculo que se grabó y lanzó en septiembre en el CD Gal Costa Live At The Blue Note, lanzado originalmente en los EE. UU. y Japón y en Brasil hasta 2007. También lanzó el CD y DVD Gal Costa Ao Vivo, grabado durante la temporada del show "Hoje".
En 2008 interpretó el himno de su país en la previa del partido entre la verdeamarela y la albiceleste, válido por las clasificatorias para el mundial de Sudáfrica 2010.
Recluida en los últimos años para dedicarse al hijo que adoptó, en 2009 volvió a los escenarios como invitada de Dionne Warwick en el concierto debut en Río de Janeiro el 7 de mayo, en la casa Vivo Río, pasa por Curitiba el 8 de mayo por el Teatro Positivo, llega a São Paulo el 9 de mayo a la Casa HSBC de Brasil y sale de la escena en Porto Alegre el 12 de mayo, en el Teatro do Sesi). «Acuarela de Brasil» -el samba-exaltación de Ary Barroso que le dio título a los dos discos editados por Gal (1980) y Dionne (1995) - es uno de los duetos en el programa. La cantante estuvo presente en el DVD del cantante bahiano Ricardo Chaves, su primo, participando en la canción «Sorriso Lindo».

## Muerte
Falleció el 9 de noviembre de 2022, a los 77 años de edad a causa de un infarto fulminante. El aviso de la artista no aclaró el motivo exacto de su muerte. La cantante había cumplido 57 años de carrera y fue una de las atracciones del festival Primavera Sound, que tuvo lugar en São Paulo el fin de semana anterior a su muerte. La participación de Gal fue cancelada en el último momento debido a la necesidad de recuperación de la cantante luego de ser operada para extirparle un nódulo en la fosa nasal derecha.
Gal estaba en pleno apogeo antes del procedimiento y estaba viajando por Brasil en la gira "As várias pontas de uma estrela", en la que interpretó grandes éxitos de los años 80 de la MPB. Además de sus propios espectáculos, Gal estaba en la lista de varios festivales de música nacionales y estaba programado para una gira en Europa, que comenzaría en noviembre.
El cuerpo de Gal Costa fue velado el 11 de noviembre de 2022, en el Salón Monumental de la Asamblea Legislativa de São Paulo, donde miles de fans pudieron despedirse de la cantante y presentar sus respetos. El mismo día, fue enterrada en el Cemitério da Ordem Terceira do Carmo, en el barrio de Consolação, también en São Paulo.

## Obra musical
Dueña de una voz suave y aguda, tenía un variado repertorio, en general de canciones románticas, que la colocaron entre las más grandes cantantes brasileñas. Con más de cincuenta años del comienzo de su carrera, poseía una larguísima lista de trabajos propios, además de diversas participaciones en discos de otros artistas. Interpretó canciones de distintos géneros musicales, desde samba hasta rock psicodélico, pasando por la bossa nova y el baião. Destacada por su versatilidad, su voz poseía una afinación sin par.

### Discografía
Universal Music/Philips/Polygram
- Domingo (con Caetano Veloso) (1967)
- Gal Costa (1969)
- Gal (1969)
- Legal (1970)
- Fa-Tal - Gal A Todo Vapor - ao vivo (1971)
- Índia (1973)
- Temporada de verão - ao vivo na Bahia (com Caetano Veloso e Gilberto Gil) (1974)
- Cantar (1974)
- Gal Canta Caymmi (1976)
- Doces Bábaros - ao vivo (con Caetano Veloso, Gilbeto Gil e Maria Bethânia) (1976)
- Caras e Bocas (1977)
- Água Viva (1978)
- Gal Tropical (1979)
- Aquarela do Brasil (1980)
- Fantasia (1981)
- Minha Voz (1982)
- Baby Gal (1983)

Sony BMG/BMG/RCA
- Profana (1984)
- Bem Bom (1985)
- Lua de Mel Como o Diabo Gosta (1987)
- Plural (1990)
- Gal (1992)
- O Soriso do Gato de Alice (1993)
- Mina d'Água do Meu Canto (1995)
- Acústico MTV - ao vivo (1997)
- Aquele Frevo Axé (1998)
- Gal Costa Canta Tom Jobim Ao Vivo (1999)
- Gal de Tantos Amores (2001)

Abril Music
- Bossa Tropical (2002)

Indie Records
- Todas as Coisas e Eu (2003)

Trama
- Hoje (2005)
- Gal Costa Live At The Blue Note (2006)
- Gal Costa Ao Vivo (2006)

Universal Music
- Recanto (2011)
- Estratosférica (2014)

### Sencillos
| Domingo - Sencillos: 1. «Coração vagabundo» |
| Gal Costa - Sencillos: 1. «Baby» 2. «Divino, Maravilhoso» 3. «Não Identificado» 4. «Que Pena»                                                             |
| Gal - Sencillos: 1. «Meu Nome é Gal» 2. «País Tropical» 3. «Cinema Olympia»                                                                               |
| Legal - Sencillos: 1. «Eu Sou Terrível» 2. «London, London» 3. «Hotel das Estrelas» 4. «Falsa Baiana»                                                     |
| -Fa-Tal- Gal a Todo Vapor - Sencillos: 1. «Vapor Barato» 2. «Sua estupidez» 3. «Pérola Negra» 4. «Como Dois e Dois»                                       |
| Índia - Sencillos: 1. «Índia» 2. «Volta» 3. «Desafinado»                                                                                                  |
| Cantar - Sencillos: 1. «Barato total» 2. «Até Quem Sabe» 3. «Flor de maracujá» 4. «A rã»                                                                  |
| Gal canta Caymmi - Sencillos: 1. «Só louco» 2. «Vatapá» 3. «São Salvador» 4. «Dois de fevereiro»                                                          |
| Caras e bocas - Sencillos: 1. «Caras e Bocas» 2. «Tigresa» 3. «Negro amor (It’s all over now, baby blue)»                                                 |
| Água Viva - Sencillos: 1. «Olhos verdes» 2. «Folhetim» 3. «Paula e Bebeto» 4. «Mãe» 5. «Pois é»                                                           |
| Gal Tropical - Sencillos: 1. «Balancê» 2. «Força estranha» 3. «Noites cariocas» 4. «Índia» (versión tropical) 5. «Meu Nome é Gal» (versión tropical)      |
| Aquarela do Brasil - Sencillos: 1. «Aquarela do Brasil» 2. «É Luxo Só» 3. «Na Baixa do Sapateiro» 4. «Camisa Amarela» 5. «No Tabuleiro da Baiana»         |
| Fantasia - Sencillos: 1. «Canta Brasil» 2. «Meu Bem, Meu Mal» 3. «Tapete Mágico» 4. «Açaí» 5. «Festa do Interior»                                         |
| Minha voz - Sencillos: 1. «Minha Voz, Minha Vida» 2. «Dom de Iludir» 3. «Verbos do Amor» 4. «Azul» 5. «Luz do Sol» 6. «Bloco do Prazer» 7. «Pegando fogo» |
| Baby Gal - Sencillos: 1. «Baby» (com Roupa Nouva) 2. «Eternamente» 3. «Mil Perdões» 4. «Rumba Louca»                                                      |
| Profana - Sencillos: 1. «Vaca Profana» 2. «Chuva de Prata» 3. «Nada mais (Lately)» 4. «Atrás da Luminosidade»                                             |
| Bem Bom - Sencillos: 1. «Sorte» 2. «Um dia de domingo» 3. «Musa de qualquer estação»                                                                      |
| Lua de mel como o Diabo Gosta - Sencillos: 1. «Lua de Mel» 2. «Me faz bem» 3. «Viver e reviver (Here, there and everywhere)»                              |
| Plural - Sencillos: 1. «Cabelo» 2. «Alguém Me Disse» 3. «Nua Idéia»                                                                                       |
| Gal - Sencillos: 1. «É d'Oxum» 2. «Tropicália» 3. «Caminhos cruzados» 4. «Cordas de Aço»                                                                  |
| O Sorriso do Gato de Alice - Sencillos: 1. «Errática» 2. «Nuvem negra» 3. «Alcohol»                                                                       |
| Mina d'Água do Meu Canto - Sencillos: 1. «Odara» 2. «Futuro Amantes»                                                                                      |
| Acústico MTV - Sencillos: 1. «Lanterna dos Afogados» |
| Aquele Frevo Axé - Sencillos: 1. «Você» 2. «Imunização racional (Que beleza)» 3. «Amor de juventud»                                                       |
| Gal Costa Canta Tom Jobim Ao Vivo - Sencillos: 1. «Garota de Ipanema» 2. «Wave» 3. «Estrada do sol» 4. «Desafinado»                                       |
| Gal de tantos amores - Sencillos: 1. «Caminhos do Mar» 2. «Contigo aprendi»                                                                               |
| Gal bossa tropical - Sencillos: 1. «Socorro» 2. «As Time Goes By»                                                                                         |
| Todas as coisas e eu - Sencillos: 1. «Nossos momentos» 2. «Copacabana» 3. «Pra Machucar meu Coraçao» 4. «Ave-Maria no morro» 5. «Chora Tua Tristeza»      |
| Hoje - Sencillos: 1. «Mar e sol» 2. «Voyeur» 3. «Hoje» |
| Recanto - Sencillos: 1. «Neguinho» |

### DVD
- Programa Ensaio 1994 - Produzido pela TV Cultura
- Acústico MTV 1997
- Gal Costa Canta Tom Jobim Ao Vivo 2000
- Outros (Doces) Bárbaros 2004
- Ensaio 2005
- Roda Viva 2005
- Gal Costa Ao Vivo 2006